# Collège du Mississippi
Le Collège du Mississippi (en anglais :  Mississippi College) est une université d'arts libéraux privée chrétienne évangélique baptiste située à Clinton, au Mississippi. Elle est affiliée au Mississippi Baptist Convention Board (en) (Convention baptiste du Sud).

## Historique
Elle a été fondée en 1826 sous le nom de Hampstead Academy. En 1827, elle prend le nom de Mississippi Academy, puis de Mississippi College en 1830 . Pour l'année 2021-2022, elle comptait 4 250 étudiants.

## Affiliations
Elle est affiliée au Mississippi Baptist Convention Board (en) (Convention baptiste du Sud) . Elle est membre du Conseil pour les collèges et universités chrétiens et de l'Association internationale des collèges et universités baptistes.